# Karl Ristenpart
Karl Ristenpart (* 26. Januar 1900 in Kiel; † 24. Dezember 1967 in Lissabon) war ein deutscher Dirigent.

## Leben

### Jugendzeit und Studium
Karl Ristenpart wurde als Sohn des Astronomen Friedrich Wilhelm Ristenpart (1868–1913) und dessen Ehefrau Pauline (geb. Rettig; 1878–1942; s. Paula Foerster) geboren. Er wuchs in Berlin auf, lebte aber von 1908 bis 1913 in Santiago de Chile, wo sein Vater den Bau der ersten Sternwarte der südlichen Hemisphäre leitete. Nach dem tragischen Tod des Vaters kam er 1913 nach Berlin zurück und erlebte dort die ersten Konzerte von Hermann Scherchen als Dirigent. Von dessen Aufführung der 5. Sinfonie Gustav Mahlers war Ristenpart so betroffen, dass er beschloss, Musiker zu werden. Zwischen 1919 und 1920 war seine Mutter Hermann Scherchens erste Ehefrau. Der Erste Weltkrieg und seine wirtschaftlichen Konsequenzen verzögerten Karl Ristenparts Studium der Musik (1924–29) am Stern’schen Konservatorium in Berlin und bei Hugo Kauder an der Wiener Akademie der Tonkünste.

### Berliner Jahre
In seiner Berliner Zeit gründete Karl Ristenpart zwei Orchester: das Kammerorchester Karl Ristenpart (Berlin, 1932) und das Kammerorchester des RIAS Berlin (1946). Später, 1953, folgte dann noch die Gründung des Saarländischen Kammerorchesters. Bekannt wurde er vor allem als Bach- und Mozart-Dirigent.
1930 heiratete Ristenpart in Berlin Ruth Christensen. Musikerinnen aus dem Umkreis dieser begabten Pianistin und Cembalistin bildeten bald den Kern des Kammerorchesters Karl Ristenpart: Konzertmeisterin Helga Schon, Solobratscherin Charlotte Hampe, Solocellistin Helma Bemmer. Dieses Ensemble mit etwa 15 Streichern spielte vorwiegend barocke und zeitgenössische Werke im Konzert oder für den Rundfunk. Die Karriere seines Leiters wurde allerdings ab 1933 gehemmt, weil sich Ristenpart weigerte, Mitglied der NSDAP zu werden. Während des Zweiten Weltkriegs konnte er die Einziehung in die Wehrmacht bis 1944 vermeiden, indem er mit seinem Orchester elf längere Fronttourneen von Norwegen bis in den Balkan und Griechenland unternahm.
Schon im Sommer 1945 setzte Ristenpart Werke seines Lieblingskomponisten Gustav Mahler ins Programm seines ersten öffentlichen Konzerts in Berlin. Ab Februar 1946 wurde Ristenpart mit dem Aufbau der Chor- und Orchestermusik beim RIAS (Rundfunk im Amerikanischen Sektor) beauftragt. Er fing bald an, Werke von Monteverdi bis Strawinsky, darunter auch Mahler, Hindemith und Schönberg, mit dem RIAS-Kammerorchester, dem RIAS-Chor (ab 1948 RIAS Kammerchor) und ab 1947 auch mit dem RIAS-Sinfonieorchester auf Band aufzunehmen.
In dieser zweiten Phase seines Schaffens gewann Ristenpart vor allem durch seinen „J.-S.-Bach-Zyklus“ (März 1947 bis Dezember 1952) internationale Anerkennung. Neben Bandaufnahmen der meisten Chor- und Orchesterwerke für den RIAS (darunter 70 Kantaten) wurde im Bachjahr 1950 auch zweimal wöchentlich ein Bach-Konzert mit einer Kantate als Programmkern im Evangelischen Gemeindehaus Berlin-Zehlendorf mit dem Kammerorchester Karl Ristenpart und bekannten Solisten aufgeführt. In diesem Zyklus entstand eine legendäre Aufnahme der Kantaten 56 und 82 mit dem Bariton Dietrich Fischer-Dieskau und dem Oboisten Herman Töttcher. Als sich Ende 1952 abzeichnete, dass der RIAS nicht alle seine Orchester weiterhin finanzieren konnte, nahm Karl Ristenpart ein Angebot der Saarländischen Rundfunk GmbH an und verließ Berlin im Sommer 1953.

### Saarländisches Kammerorchester
Das saarländische Angebot (das stark mit den damaligen kulturpolitischen Interessen Frankreichs verbunden war) bestand darin, ein Kammerorchester zu gründen, mit dem Ristenpart sowohl für den Saarländischen Rundfunk als auch für das französische Plattenlabel „Les Discophiles français“ Aufnahmen liefern sollte. Diese ungewöhnliche Kombination entstand durch den Einsatz des von Radio Saarbrücken beschäftigten belgisch-französischen Geistlichen und Musikwissenschaftlers Carl de Nys, der vor allem an einer Plattenproduktion von Bach-Kantaten für Frankreich interessiert war und alles unternahm, um Ristenpart an die Saar zu holen.
Innerhalb weniger Wochen baute Ristenpart ein Orchester von etwa 16 Streichern auf. Zehn dieser jungen Musiker kamen aus Berlin, darunter das brillante Hendel-Quartett, dessen Leiter, Georg Friedrich Hendel, nun Konzertmeister wurde. Schon im Oktober 1953 gab das Saarländische Kammerorchester sein erstes öffentliches Konzert in Saarlouis. Mit Solisten wie Jean-Pierre Rampal, Pierre Pierlot und Robert Veyron-Lacroix konnte das Ensemble ein knappes Jahr später Paris erobern.

### Kammerorchester des Saarländischen Rundfunks
Nach dem Beitritt des Saarlandes zur BRD und der dadurch ermöglichten Aufnahme des Saarländischen Rundfunks in die ARD nannte sich das Ensemble ab 1957 Kammerorchester des Saarländischen Rundfunks. Die vorbildliche weitere Zusammenarbeit der deutschen Streicher mit vorwiegend französischen Solisten sollte nun zum Erkennungszeichen Ristenparts werden und bis zu seinem Tode 1967 in der Produktion von 170 LPs deutlich werden, sowie in Hunderten von Aufnahmen für den Saarländischen Rundfunk und triumphalen Konzerttourneen. Mit diesen Aufnahmen, die Le Club français du Disque und Erato in aller Welt vermarkteten, haben Bachs Brandenburgische Konzerte, die Orchestersuiten, einige Kantaten und die Kunst der Fuge, sowie mehrere Platten mit Haydn- und Mozartwerken eine ganze Generation von Musikern vorwiegend in Frankreich und in den USA geprägt. Aber auch für LPs mit zeitgenössischen Werken von Benjamin Britten, Albert Roussel und Paul Hindemith wurden das Kammerorchester des Saarländischen Rundfunks und Karl Ristenparts mit mehreren Grand Prix du Disque ausgezeichnet. Für die Erweiterung des Bekanntheitsgrades vieler Aufnahmen sorgte darüber hinaus auch die enge Zusammenarbeit Ristenparts mit Peter Rocholl, der als damaliger Fernsehproduzent und Musikredakteur des Saarländischen Rundfunks für zahlreiche Sendungen im Fernsehprogramm der ARD verantwortlich zeichnete.
Der Ruf Ristenparts als Bach- und Mozart-Dirigent hat die Tatsache überschattet, dass er Werke von immerhin weiteren 50 Komponisten auf LPs dirigiert hat, und sogar von 230 (davon die Hälfte zeitgenössischer Prägung) auf Bänder aufnahm, die heute im Musikarchiv des Saarländischen Rundfunks in Saarbrücken liegen.

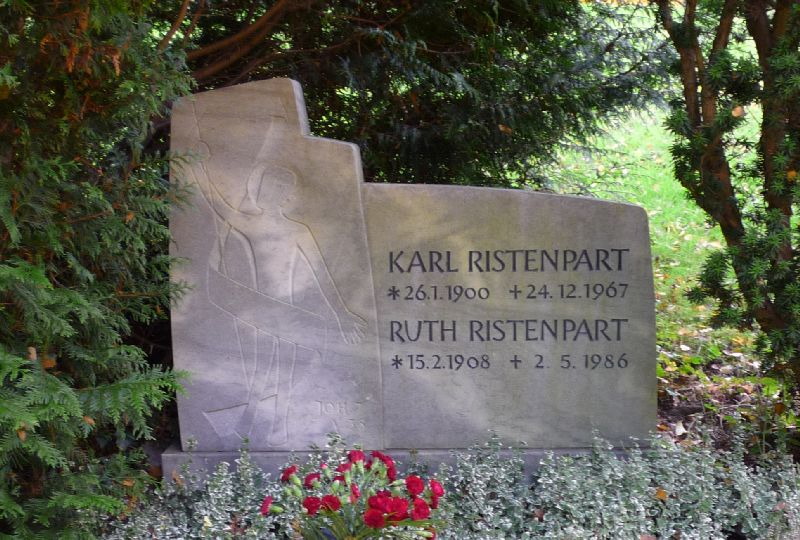
Sein Grab auf dem Saarbrücker Friedhof St. Johann

Im Dezember 1967 erlitt Ristenpart während einer Tournee in Portugal mit dem Kammerorchester der Stiftung Gulbenkian einen Herzinfarkt. Er starb am 24. Dezember in einem Lissaboner Krankenhaus. Das Kammerorchester des Saarländischen Rundfunks überlebte ihn noch vier Jahre, von 1968 bis 1972 unter der Leitung des Cellisten und ehemaligen Gründers der Zagreber Solisten, Antonio Janigro. Im Sommer 1973 fusionierte es mit dem Rundfunk-Sinfonieorchester Saarbrücken.

## Bibliographie
- Charles W. Scheel: Karl Ristenpart. Die Werkstätten des Dirigenten: Berlin, Paris, Saarbrücken, Saarbrücker Druckerei und Verlag, 1999, ISBN 978-3-930843-43-5. Diese Biographie und Dokumentation enthält eine CD mit vier Aufnahmen des Kammerorchesters des Saarländischen Rundfunks unter der Leitung Karl Ristenparts:

1. W. A. Mozart, Sinfonie concertante Es-Dur für 4 Bläser und Orchester (29’05; 1954) – Pierre Pierlot (Oboe), Jacques Lancelot (Klarinette), Gilbert Coursier (Horn), Paul Hongne (Fagott).
2. Albert Roussel, Konzert für kleines Orchester op. 34 (11’30; 1955).
3. André Jolivet, Konzert für Flöte und Streichorchester (13’00; 1960) – Jean-Pierre Rampal (Flöte).
4. J. S. Bach, 4. Brandenburgisches Konzert (15’35; 1967) – Georg Friedrich Hendel (Violine), Kurt Cromm und Holger Ristenpart (Flöten).
- Charles W. Scheel und Damien Ehrhardt (Hrsg.): Karl Ristenpart et l’Orchestre de Chambre de la Sarre (1953–1967) – Karl Ristenpart und das Saarländische Kammerorchester. Peter Lang (Reihe “Convergences”), Bern 1999, ISBN 978-3-906762-25-8.
- Richard Freed: The Aristocratic Ristenpart, in: Classic Record Collector, London, Frühling 2006, S. 10–17.
- Charles W. Scheel (Hrsg.): Gustav Mahler in der Korrespondenz Karl Ristenpart–Richard Freed 1967, dreisprachiges Sonderheft der Cahiers de l’Amefa, Saarbrücken 2007, OCLC 239698354 (inklusive CD mit Aufnahme des Adagiettos aus Mahlers 5. Sinfonie von 1959).
- Hans Christoph Worbs, Nicholas Anderson: Ristenpart, Karl. In: Grove Music Online (englisch; Abonnement erforderlich).

## Diskographie

### Original LP-Aufnahmen mit Karl Ristenpart als Dirigent
Vollständige Liste in der Scheel/Ehrhardt Publikation, bei Peter Lang 1999:
- Nur eine LP von seiner Produktion mit dem Kammerorchester Karl Ristenpart in Berlin (Archiv 14004, J.-S.-Bach-Kantaten 56 und 82 mit Dietrich Fischer-Dieskau und Hermann Töttcher);
- 169 LPs mit dem Saarländischen Kammerorchester, davon 2 in Deutschland (Archiv und Electrola) und 167 in Frankreich (2 Lumen, 4 Club National du Disque, 1 Harmonia mundi, 95 Discophiles français, 24 Erato, 42 Club Français du Disque);
- 4 mit dem Sinfonie-Orchester des Süddeutschen Rundfunks Stuttgart (Checkmate, USA).

### Als CDs erschienen
- Archiv 14004 mit Kantaten 56 und 82 (Polydor International/DG Classics, 1997 und wiederholt seitdem).
- Mehrere Club Français du Disque-, Musidisc- und Erato-LP-Aufnahmen von Bach-, Mozart- und Haydn-Werken mit dem SKO unter Ristenpart erschienen als CDs in den 1980er und 1990er Jahren unter den Labels Accord oder Erato.
- Ein 6-CD-Set erschien 2000 bei Accord/Universal mit Bach-Orchesterwerken (darunter Brandenburgische Konzerte, Orchestersuiten und Kunst der Fuge)
- 2005 erschien ein 4-CD-Set “L’art de Teresa Stich-Randall” bei Accord/Universal mit Bach-, Händel-, Mozart- und Schubert-Messen vorwiegend mit Ristenpart und dem SKO.
- 2006 erschien ein 2-CD-Set mit Kantaten 56, 82, 140, 169, 211, 212 bei Accord/Universal
- In den USA ist eine große Auswahl von Ristenparts Aufnahmen für Club Français du Disque als CDs über www.rediscovery.us bestellbar.
- Der Verein Association Jean-Pierre Rampal vermarktet seit 2006 CD-Neuausgaben von den meisten frühen Aufnahmen des SKO mit französischen Solisten für den Saarländischen Rundfunk (1954–1957) unter seinem Label Premiers Horizons Disques [www.jprampal.com]. Aufnahmen von Werken von Frank Martin, Willy Burkhard, Peter Mieg, Jean-Michel Damase u. a.
- “The RIAS Bach Cantatas Project” (9-CD-Box – Audite 21.415, 2012); Studio recordings from Berlin (1949–1952); 29 J. S. Bach Cantatas (BWV 4, 19, 21, 22, 31, 32, 37, 38, 39, 42, 47, 52, 56, 58, 73, 76, 79, 88, 106, 108, 127, 140, 160, 164, 176, 178, 180, 199, 202); Karl Ristenpart – RIAS Kammerorchester – RIAS Kammerchor – RIAS Knabenchor – Soli: Helmut Krebs | Agnes Giebel | Ingrid Lorenzen | Dietrich Fischer-Dieskau | Walter Hauck | Gunthild Weber | Annelies Westen | Johanna Behrend | Marie-Luise Denicke | Lorri Lail | Lilo Rolwes | Gerhard Niese | Edith Berger-Krebs | Gertrud Birmele | Charlotte Wolf-Matthäus | Gerda Lammers.